# Albonesi (cognome)
Albonesi è un cognome di lingua italiana.

## Varianti
Alboni.

## Origine e diffusione
Il cognome è tipicamente settentrionale.
Potrebbe derivare dal nome della gens latina Albonia, dal nome del torrente Albogna o dal toponimo Albonese. Potrebbe presentare affinità con il cognome Alboini.
La variante Alboni copre il medesimo areale.